# Engelszell (bière)
Pour les articles homonymes, voir Engelszell.
 (avril 2021).
Si vous disposez d'ouvrages ou d'articles de référence ou si vous connaissez des sites web de qualité traitant du thème abordé ici, merci de compléter l'article en donnant les références utiles à sa vérifiabilité et en les liant à la section « Notes et références ».
Les bières Engelszell étaient des trappistes, brassées à l'abbaye d'Engelszell près d'Engelhartszell, en Autriche.

## Bières
Trois bières sont produites par l'abbaye :
- la Benno, une ambrée titrant à 6,9 % de volume d'alcool
- la Gregorius, une brune titrant à 9,7 % de volume d'alcool
- la Nivard, une blanche titrant à 5,5 % de volume d'alcool

## Authentic Trappist Product
Le 15 octobre 2012, l'Association Internationale Trappiste annonce que les bières de l'abbaye d'Engelszell peuvent arborer le logo officiel Authentic Trappist Product.
En mai 2023, l'abbaye d'Engelszell annonce sa prochaine dissolution, en concertation avec l'ordre des trappistes, du fait du départ des quatre derniers moines de l'abbaye.